# Розкоші і злидні куртизанок
«Розкоші і злидні куртизанок» — роман французького письменника Оноре де Бальзака 1838—1847 років, опублікований спочатку у чотирьох окремих частинах:
- Щаслива Естер (фр. Esther heureuse, 1838)
- Скільки коштує любов старому (фр. À combien l'amour revient aux vieillards, 1843)
- Куди ведуть лихі дороги (фр. Où mènent les mauvais chemins, 1846)
- Останнє втілення Вотрена (фр. La Dernière incarnation de Vautrin, 1847)[2][3]

Це продовження історії Люсьєна де Рюбампре, головного героя «Втрачених ілюзій», попереднього роману Бальзака. «Розкоші і злидні куртизанок» є частиною «Людської комедії» Бальзака.

## Сюжет
Люсьєн де Рубемпре та самопроголошений абат Карлос Еррера (Вотрен) уклали угоду, за якою Люсьєн досягне успіху в Парижі, якщо погодиться сліпо виконувати вказівки Вотрена. Однак Естер ван Ґобсек вносить свої корективи в найкращі плани Вотрена, оскільки Люсьєн закохується в неї, а вона — в нього. Замість того, щоб змусити Люсьєна покинути її, Вотрен дозволяє Люсьєну цей таємний зв'язок, але також добре ним користується. Чотири роки Естер залишається замкненою в будинку в Парижі, виходячи на прогулянки лише вночі. Однак однієї ночі її помічає неймовірно багатий банкір барон де Нюсінжен і закохується в неї до нестями. Коли Вотрен дізнається про одержимість Нюсінжена Естер, він вирішує використати її владу над ним як інструмент для просування Люсьєна, виманюючи у барона якомога більше грошей.
Вотрен і Люсьєн потребують грошей з двох основних причин: вони мають 60 000 франків боргів через розкішний спосіб життя, який Люсьєн змушений підтримувати, і один мільйон франків потрібен для викупу колишніх земель Рюбампре, щоб Люсьєн міг одружитися з Клотільдою, багатою, але потворною дочкою Гранльє.
Однак справи йдуть не так гладко, як хотілося б Вотрену, бо Естер скоює самогубство після того, як вперше і востаннє віддалася Нюсінжену (змусивши його чекати місяцями). Оскільки поліція вже розслідує справу Вотрена та Люсьєна, їх заарештовують за підозрою у вбивстві через доведення до самогубства Такий поворот подій особливо трагічний, оскільки виявляється, що лише кілька годин тому Естер успадкувала величезну суму грошей від члена відчуженої родини. Якби тільки вона втрималася, то могла б сама вийти заміж за Люсьєна.
Люсьєну, який завжди був поетом, не дуже добре у в'язниці. Хоча Вотрену насправді вдається обдурити своїх слідчих, змусивши їх повірити, що він може бути Карлосом Еррерою, священником, який виконує таємну місію для іспанського короля, Люсьєн легко піддається на хитрощі свого допитувача. Він розповідає своєму допитувачу, судді Камюзо, все, включно зі справжньою особистістю Вотрена. Згодом він шкодує про скоєне і вішається у своїй камері.
Його самогубство, як і самогубство Естер за часом дуже невдале. Намагаючись не скомпрометувати світських дам, які були з ним пов'язані, судді домовилися відпустити Люсьєна на волю. Але коли він вбиває себе, все стає ще більш заплутаним, а маневри — відчайдушними. Виявляється, що Вотрен володіє тими самими компрометуючими листами, які ці жінки надіслали Люсьєну, і він використовує їх, щоб домовитися про своє звільнення. Йому також вдається врятувати кількох своїх спільників, допомагаючи їм уникнути смертного вироку чи злиднів.
Наприкінці роману Вотрен фактично стає високопоставленим співробітником поліції, перш ніж піти у відставку в 1845 році. Знать, яка так боялася за свою репутацію, переймається іншими справами.

## Головні герої
- Естер ван Гобсек, колишня куртизанка та кохана Люсьєна, отримала завдання спокусити Нюсінжена. Вона скоює самогубство після того, як переспала з Нюсінженом за гроші.
- Люсьєн де Рубемпре,[5] амбітний молодий поет, якого захищає Вотрен, намагається одружитися з Клотільдою де Гранльє. Він скоює самогубство у в'язниці.
- Вотрен,[6] ув'язнений-утікач на псевдонім Карлос Еррера, справжнє ім'я Жак Коллен, прізвисько «Дурисмерть». Він має слабкість до гарненьких молодих чоловіків і намагається допомогти Люсьєну піднятися в суспільстві всіма можливими способами.
- Барон Нусінген[7], заможний фінансист, одержимий Естер, та об'єкт грошових махінацій Вотрена.
- Жаклін Коллен,[7] тітка Вотрена, псевдонім Азі. Їй доручено наглядати за Естер та допомагати Вотрену в його різних інтригах.
- Клотільда де Гранльє[8], об'єкт кохання Люсьєна, ключ до його просування в суспільстві. Однак він не може одружитися з нею, якщо не викупить стародавні землі своєї родини вартістю один мільйон франків. Її батько перешкоджає шлюбу, дізнавшись, що гроші, які насправді надійшли від Естер, насправді не походять зі спадщини від батька Люсьєна, як стверджував Люсьєн.
- Графиня де Серізі[7] і герцогиня де Мофріньйоз, колишні коханки Люсьєна. У Вотрена є вельми компрометуючі листи від них до Люсьєна.
- Камюзо де Марвіль,[7] граф де Гранвіль,[7] суддя та магістрат відповідно. Вони намагаються розкрити справу Вотрена та Люсьєна, не ставлячи під загрозу причетних дам вищого стану.
- Пейрад,[7] Контенсон,[7] Корантен,[7] Бібі-Люпен,[7] шпигуни різних мастей, пов'язані з поліцією. Вони намагаються звинуватити Вотрена з різних особистих причин.

## Українські переклади
- Розкоші і злидні куртизанок / Оноре де Бальзак ; пер. з фр. Єлизавета Старинкевич. — Київ: Держлітвидав, 1941.
- Розкоші і злидні куртизанок / Оноре де Бальзак ; пер. з фр. Єлизавета Старинкевич. — Київ: Знання, 2019. — 511 с. — (Голоси Європи).